# Juniperus tsukusiensis
Juniperus tsukusiensis — вид хвойних рослин з родини кипарисових (Cupressaceae). Місцем проживання цього виду є пд. Японія, Тайвань.